# Tofshjort
Tofshjort (Elaphodus cephalophus) är en art i familjen hjortdjur och den enda arten i släktet Elaphodus.

## Kännetecken
Tofshjorten når en kroppslängd mellan 110 och 160 centimeter, en svanslängd mellan 7 och 15 centimeter samt en mankhöjd mellan 50 och 70 centimeter. Vikten varierar för vuxna individer mellan 17 och 50 kilogram. Den grova och lite fluffiga pälsen har på ovansidan en brun grundfärg med grå skugga på halsen och huvudet. Buken, läpparna, öronens spets, svansens undersida och ibland även ett område kring ögonen är vit. Djurets namn syftar på en upp till 17 centimeter lång svartbrun tofs på hjortens huvud. De enkla hornen som bara finns hos hannar består av två stänger och är oftast gömda i tofsen. Hannar har dessutom förlängda upp till 2,5 centimeter långa hörntänder som är synliga utanför munnen.
Skillnader till släktet muntjaker (Muntiacus) utgörs av större storlek, kortare horn och mindre hornbasis.

## Utbredning och habitat
Artens utbredningsområde sträcker sig över södra Kina från Tibet till provinserna Zhejiang och Fujian. Tofshjorten förekom enligt gamla berättelser i Myanmar. Nyare studier med kamerafällor hittade inga exemplar. Habitatet utgörs av skogar i bergstrakter mellan 300 och 4 500 meter över havet. Skogarna är ofta dimmiga.

## Levnadssätt
Tofshjortar är vanligen aktiva under skymningen och gryningen och lever ensamma. De har revir och flyttar sällan. Deras läten påminner om hundarnas gläfsande. Vid flykten riktar de svansen upprätt så att den vita undersidan blir synlig. Djuret äter huvudsakligen gräs och andra växter.
Parningstiden ligger mellan senhösten och vintern. Efter ungefär sju månaders dräktighet föds vanligen endast en unge – tvillingar förekommer sällan. Ungen har ljusa fläckar på ryggen som är ordnade i två strimmor. Efter cirka 18 månader ärde könsmogna. I fångenskap kan tofshjorten leva 12 år.
Till artens naturliga fiender räknas leopard och asiatisk vildhund.

## Status och hot
Enligt en uppskattning från 1998 består den kinesiska populationen av 300 000 till 500 000 individer. IUCN kategoriserar arten som nära hotad (NT).